# 新疆猪毛菜
新疆猪毛菜（学名：Salsola sinkiangensis）是苋科猪毛菜属的植物，为中国的特有植物。分布在中国大陆的新疆、甘肃等地，生长于海拔950米至2,450米的地区，一般生长在砂砾质荒漠和河谷阶地，目前尚未由人工引种栽培。
种加名 sinkiangensis 意为“新疆的”。
现为Kali sinkiangense (A.J.Li) Brullo, Giusso & Hrusa, 2015的异名。